# Yarra Junction
Yarra Junction ist eine Stadt in Victoria, Australien, 55 km östlich des Stadtzentrums von Melbourne. Yarra Junction ist das Zentrum des Upper Yarra Valley.

## Geografische Lage
Yarra Junction liegt an der – in diesem Abschnitt heute nicht mehr befahrenen – Bahnstrecke Melbourne–Warburton und nicht am Fluss Yarra, wie der Name vermuten lässt. Es gehört zum Yarra Ranges Shire in den Australischen Alpen. Bei der Volkszählung 2021 hatte es 2.875 Einwohner.

## Geschichte

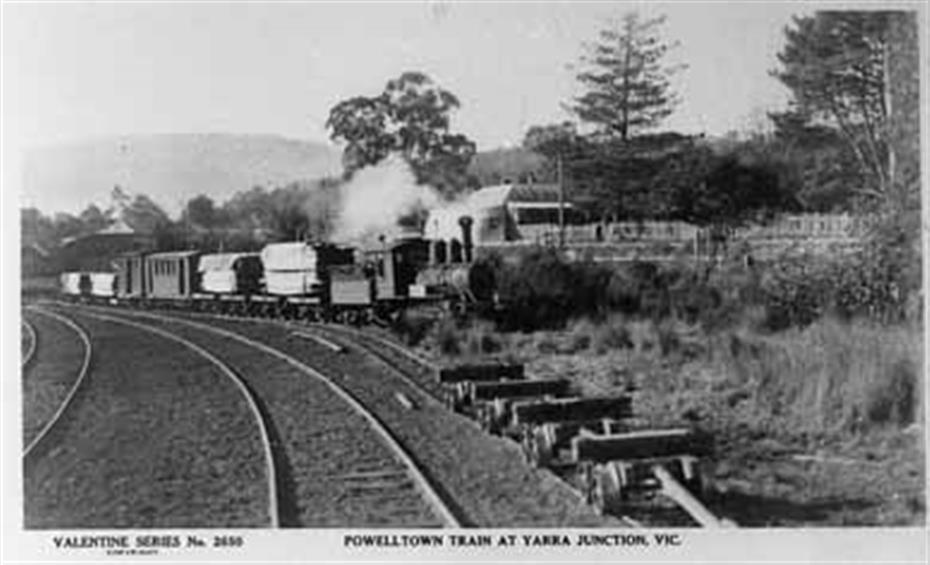
Bahnhof Yarra Junction; links die Staatsbahngleise, rechts die der Powelltown Tramway, ca. 1915

Yarra Junction entstand an einer Stelle, an der die Waldbahnen, die das Holz aus den Bergen brachten, die Bahnstrecke Melbourne–Warburton erreichten.
1901 wurde der Bahnhof Yarra Junction der Victorian Railways eröffnet, eine Woche später auch das Postamt.
Zwischen 1913 und 1944 war Yarra Junction der Endbahnhof der Waldbahn Powelltown Tramway in der Spurweite 981 mm. Deren ehemaliges Bahnhofsgebäude beherbergt heute das Upper Yarra Museum.

## Infrastruktur
In Yarra Junction gibt es fünf Schulen und zusätzlich einen Campus der Caulfield Grammar School.
Die Stadt liegt am Warburton Highway, der Überlandstraße Melbourne–Warburton. Der Bahnhof Yarra Junction wurde zusammen mit dem oberen Teil der Bahnstrecke Melbourne–Warburton 1965 geschlossen.

## Wissenswert
Yarra Junction war das Vorbild für den fiktiven Ort Yarrabo, Hauptschauplatz des Kriminalromans Die Leute von nebenan des australischen Schriftstellers Arthur W. Upfield.